# Saccogaster normae
Saccogaster normae är en fiskart som beskrevs av Cohen och Nielsen 1972. Saccogaster normae ingår i släktet Saccogaster och familjen Bythitidae. Inga underarter finns listade i Catalogue of Life.